# Litouwen op het Junior Eurovisiesongfestival 2011
Litouwen nam deel aan het Junior Eurovisiesongfestival 2011 in Jerevan, Armenië. Het was de 4de deelname van het land op het Junior Eurovisiesongfestival. De LRT was verantwoordelijk voor de Litouwse bijdrage voor de editie van 2011.

## Selectieprocedure
Op 16 juni 2011 gaf de Litouwse nationale omroep te kennen te zullen deelnemen aan de negende editie van het Junior Eurovisiesongfestival. Litouwen was het elfde land dat zijn deelname bevestigde. Op 22 juni maakte de LRT details bekend over het selectieproces. Geïnteresseerden kregen tot 16 augustus de tijd om een lied over te maken aan de Litouwse openbare omroep.
Op 18 september vond de nationale finale plaats. De punten werden voor de helft verdeeld door het publiek via televoting en voor de andere helft door een vakjury. In geval van een gelijke stand waren de punten van de jury doorslaggevend. De beste drie van de finale stootten door naar de superfinale, die op dezelfde avond plaatsvond. Daarin had enkel de vakjury het recht om punten uit te reiken. Uiteindelijk koos die vakjury voor Paulina Skrabyté. Zij mocht aldus Litouwen vertegenwoordigen op het Junior Eurovisiesongfestival 2011, met het nummer Debesys.

## Nationale finale
| Plaats | Artiest                 | Lied          | Jury | Publiek | Totaal |
| ------ | ----------------------- | ------------- | ---- | ------- | ------ |
| 1      | Milita Daikerytė        | Degu ritmu    | 10   | 12      | 22     |
| 2      | Paulina Skrabytė        | Debesys       | 12   | 6       | 18     |
| 3      | Bernandas Garbačiauskas | Namo          | 7    | 7       | 14     |
| 4      | Daumantas Bagdonavičius | Namai         | 4    | 8       | 12     |
| 5      | Agnė Lukaševičiūtė      | Balti sparnai | 2    | 10      | 12     |
| 6      | Laura Kastanauskaitė    | Mano šokis    | 6    | 4       | 10     |
| 7      | Štai                    | Geros dienos  | 8    | 1       | 9      |
| 8      | Gabrielė Rybko          | Beždžioniukai | 5    | 2       | 7      |
| 9      | Ieva Binečiūtė          | Pasakyk       | 1    | 5       | 6      |
| 10     | Dominykas Kovaliovas    | Kodėl?        | 3    | 0       | 3      |
| 11     | Dorotėja Kravčenkaitė   | Aš skrisiu    | 0    | 3       | 3      |

Superfinale
| Volgorde | Artiest                 | Lied       |
| -------- | ----------------------- | ---------- |
| 1        | Milita Daikerytė        | Degu ritmu |
| 2        | Paulina Skrabytė        | Debesys    |
| 3        | Bernandas Garbačiauskas | Namo       |

## In Jerevan
In oktober werd de startvolgorde geloot. Litouwen trad als zesde van dertien landen aan, na Bulgarije en voor Oekraïne. Aan het einde van de puntentelling stond Litouwen op een teleurstellende tiende plek, met 53 punten. Litouwen kreeg wel het maximum van twaalf punten uit Georgië.